# Celama ochrolopha
Celama ochrolopha är en fjärilsart som beskrevs av George Francis Hampson 1911. Celama ochrolopha ingår i släktet Celama och familjen trågspinnare. Inga underarter finns listade i Catalogue of Life.